# Kuaotunu (fleuve)
Le fleuve Kuaotunu  (en anglais : Kuaotunu River) est un  cours d’eau de l’est de la Péninsule de Coromandel dans l’Île du Nord de la Nouvelle-Zélande.

## Géographie
Il s’écoule vers le nord et se jette dans la côte de la péninsule de 'Kuaotunu'  